# Cordovilla de Aguilar
Cordovilla de Aguilar ist ein spanischer Ort in der Provinz Palencia der Autonomen Gemeinschaft Kastilien und León. Der Ort gehört zur Gemeinde Aguilar de Campoo. Cordovilla de Aguilar befindet sich acht Kilometer nördlich vom Hauptort der Gemeinde.

## Sehenswürdigkeiten
- Romanische Kirche Santa María, erbaut im 12. Jahrhundert

## Weblinks

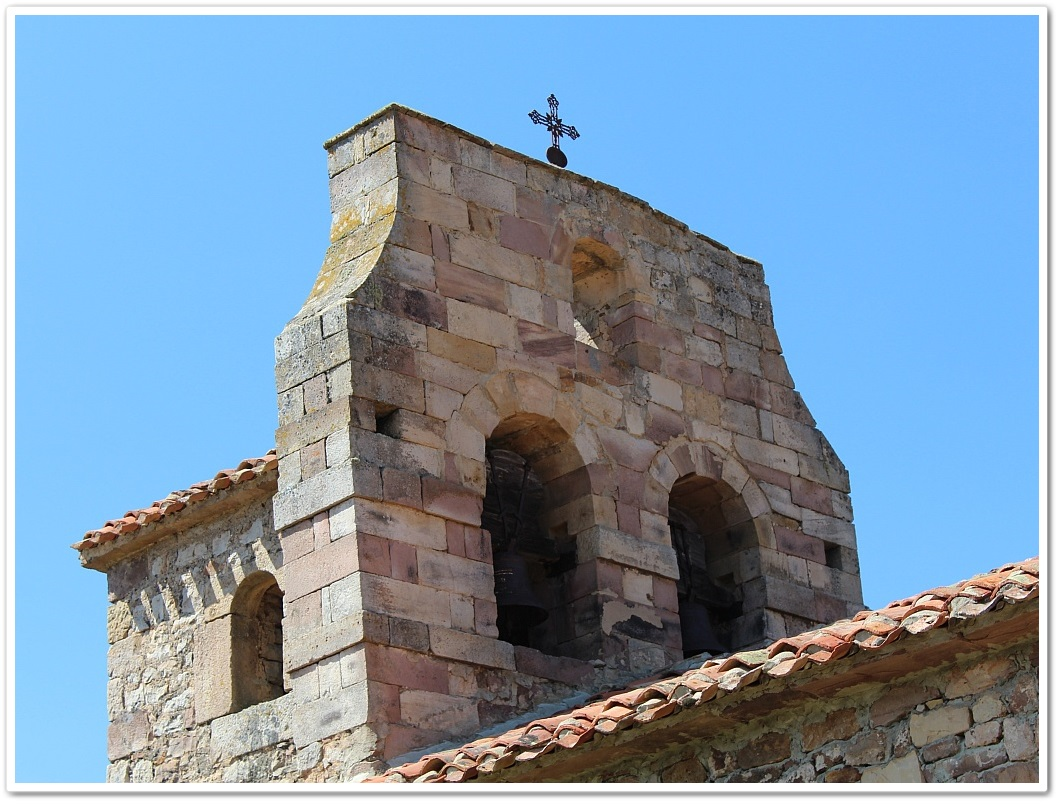
Turm der Kirche Santa María